# John Floyd
John Floyd, född 24 april 1783 i Jefferson County, Virginia (i nuvarande Kentucky), död 17 augusti 1837 i Monroe County, Virginia (i nuvarande West Virginia), var en amerikansk politiker. Han var ledamot av USA:s representanthus 1817–1829 och Virginias guvernör 1830–1834.
Floyd studerade först vid Dickinson College i Pennsylvania och avlade sedan läkarexamen vid University of Pennsylvania. Han tjänstgjorde som fältläkare med majors rang i 1812 års krig.
Floyd efterträdde 1817 James Breckinridge som kongressledamot. Han representerade Virginias femte distrikt fram till 1821 och Virginias tjugonde distrikt fram till 1829. År 1829 efterträddes han i representanthuset av Robert Craig.
Floyd efterträdde 1830 William Branch Giles som guvernör och efterträddes 1834 av Littleton Waller Tazewell. Efter att ha lämnat guvernörsämbetet konverterade Floyd till katolicismen. Floyd avled 1837 och gravsattes på en familjekyrkogård i Sweetsprings som ligger i nuvarande West Virginia.